# Landing on Water
Albums de Neil Young
Old Ways
(1985) Life
(1987)
Landing on Water est un album de Neil Young sorti en 1986.

## Historique
Neil Young est accompagné de Danny Kortchmar à la guitare, et coproducteur de cet album et de Steve Jordan à la batterie. Le son de la batterie est omniprésent et prend souvent le dessus sur le chant de Neil Young. L'album marque un retour au rock de la part de Young et s'apparente au son de Crazy Horse. L'album reçoit un accueil mitigé par la critique mais est mieux apprécié par ses fans, après les expérimentations de ses trois albums précédents.

## Titres
Toutes les compositions sont de Neil Young.

### Face-A
1. Weight of the World – 3:40
2. Violent Side - 4:22
3. Hippie Dream - 4:11
4. Bad News Beat – 3:18
5. Touch the Night – 4:30

### Face-B
1. People on the Street – 4:33
2. Hard Luck Stories – 4:06
3. I Got a Problem – 3:16
4. Pressure – 2:46
5. Drifter – 5:05

## Musiciens
- Neil Young – guitare solo, synthétiseur, harmonica, chant, production
- Danny Kortchmar – guitare, synthétiseur, chant, production
- Steve Jordan – batterie, synthétiseur, chant
- San Francisco Boys Chorus – chœurs sur Violent Side et Touch the Night